# Institut für Arbeitsmarkt- und Berufsforschung

Das Logo des IAB

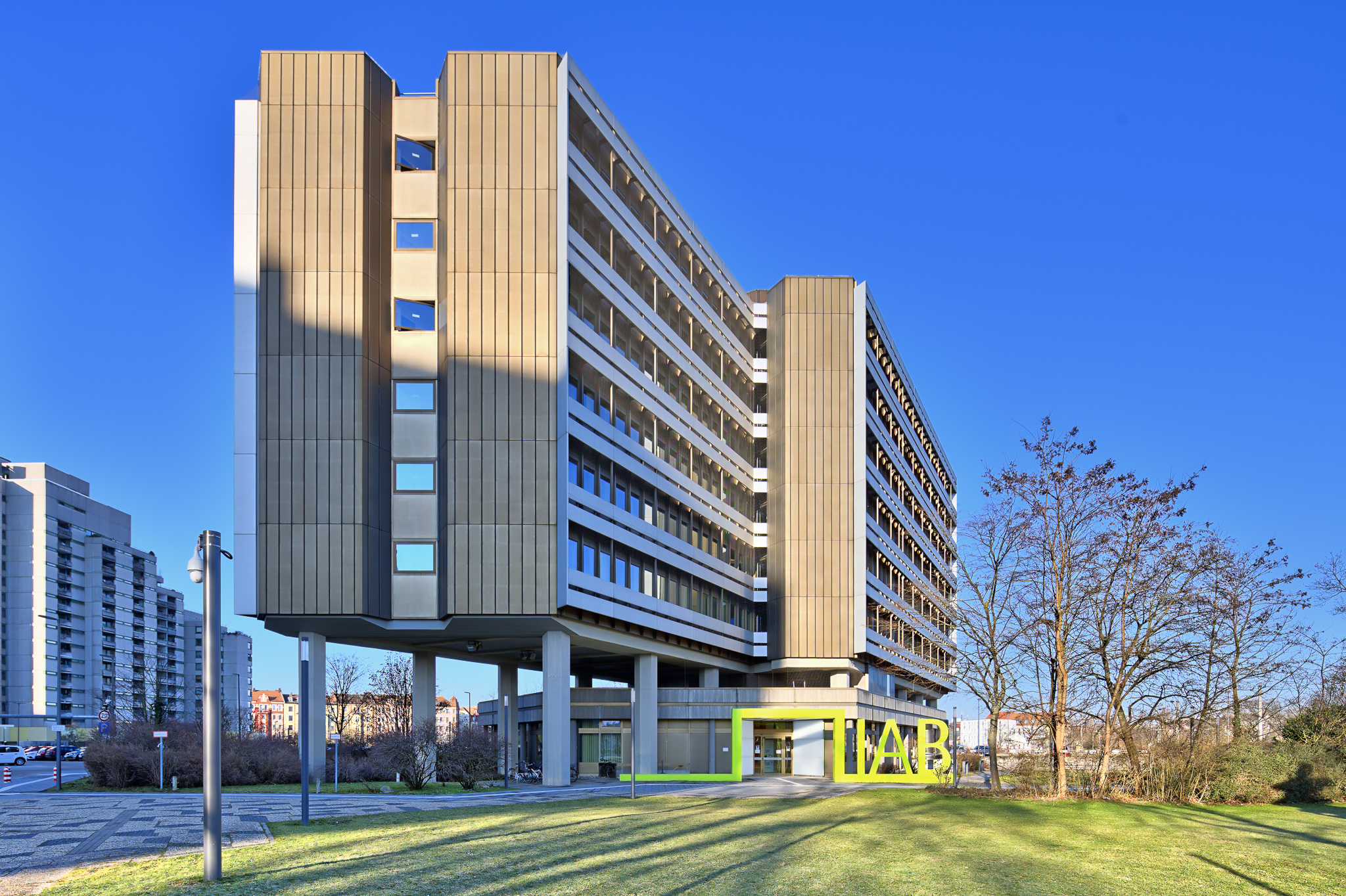
Sitz des IAB in Nürnberg

Das Institut für Arbeitsmarkt- und Berufsforschung (IAB) in Nürnberg ist eine besondere Dienststelle der Bundesagentur für Arbeit (BA).

## Geschichte
Es wurde 1967 als selbständige Einheit der damaligen Bundesanstalt für Arbeit gegründet, um die wirtschaftlichen und sozialen Folgen der zunehmenden Automatisierung der Produktion zu erforschen und Handlungsoptionen aufzuzeigen. In den 1970er Jahren erfolgte die Eingliederung des Instituts als Abteilung in die Hauptstelle der Bundesanstalt für Arbeit. Die Umstrukturierung der Bundesanstalt in die Bundesagentur für Arbeit führte im Jahr 2004 wieder zur organisatorischen Trennung des IAB von der Zentrale der BA. Seither hat das Institut die Rechtsform einer besonderen Dienststelle.

## Aufgaben
Die Arbeitsmarkt- und Berufsforschung gehört zu den gesetzlichen Aufgaben der Bundesagentur für Arbeit (§ 280 Nr. 2 SGB III). Sie deckt damit einerseits ihren eigenen Informationsbedarf, andererseits leistet sie auch Politikberatung für das Bundesministerium für Arbeit und Soziales (§ 282 Abs. 1 SGB III). Das IAB ist Mitglied der Arbeitsgemeinschaft der Ressortforschungseinrichtungen.
Ständige Aufgabe des IAB ist es, die Wirkung der Arbeitsförderung zu untersuchen (§ 282 Abs. 2 SGB III). In die Arbeitsmarkt- und Berufsforschung sind die Wirkungen der Leistungen zur Eingliederung in Arbeit (§ 16 SGB II) und der Leistungen zur Sicherung des Lebensunterhalts (Arbeitslosengeld II und Sozialgeld) nach dem Zweiten Buch Sozialgesetzbuch einzubeziehen (§ 55 SGB II).
Die Wirkungsforschung untersucht gem. § 282 Abs. 3 SGB III insbesondere
- in welchem Ausmaß die Teilnahme an einer Maßnahme die Vermittlungsaussichten der Teilnehmenden verbessert und ihre Beschäftigungsfähigkeit erhöht,
- vergleichend die Kosten von Maßnahmen im Verhältnis zu ihrem Nutzen
- volkswirtschaftliche Nettoeffekte beim Einsatz von Leistungen der aktiven Arbeitsförderung
- Auswirkungen auf Erwerbsverläufe.[6]

Die Ergebnisse werden veröffentlicht (§ 283 SGB III).

## Forschungsschwerpunkte und -methoden
Damit Arbeitsmarktprozesse aus vielen Perspektiven beleuchtet, vielfältige Aspekte analysiert und differenzierte Problemlösungen entwickelt werden können, wurde das IAB schon früh interdisziplinär ausgerichtet. So arbeiten auch derzeit am Institut Ökonomen, Soziologen, Betriebswirte, Mathematiker oder Politologen, um das breite Spektrum der Forschungsfelder rund um den Arbeitsmarkt abzudecken.
Die Forschungsschwerpunkte liegen auf den Bereichen Arbeitsmarktpolitik, regionale und internationale Arbeitsmärkte, Gesamtwirtschaft und Institutionen, Betriebe, Qualifizierung und Berufe, Lebenschancen und soziale Ungleichheit sowie Methoden und Daten für externe Partner aus der Wissenschaft. Hinzu kommen übergreifende Arbeitsgruppen zu Berufe, Weiterbildung, Migration und Integration, Geschlechterforschung, Arbeit in der digitalisierten Welt, Datenqualität, Qualitative Methoden, Qualität der Beschäftigung, Mindestlohn und Langzeitleistungsbezug.
Das zum Forschungsschwerpunkt „Regionale und internationale Arbeitsmärkte“ gehörende Regionalbüro am IAB koordiniert die Arbeit des Regionalen Forschungsnetzes (RFN) in den regionalen IAB-Forschungsstellen an den zehn Regionaldirektionen der BA: IAB-Nord (Kiel), IAB-Niedersachsen-Bremen (Hannover), IAB-Berlin-Brandenburg (Berlin), IAB-Nordrhein-Westfalen (Düsseldorf), IAB-Hessen (Frankfurt am Main), IAB-Sachsen-Anhalt-Thüringen (Halle (Saale)), IAB-Sachsen (Chemnitz), IAB-Rheinland-Pfalz-Saarland (Saarbrücken), IAB-Bayern (Nürnberg), IAB-Baden-Württemberg (Stuttgart).
Das IAB wertet vor allem die im Geschäftsbereich der Bundesagentur vorhandenen oder aus anderen statistischen Quellen übermittelten Daten aus. Dazu gehören neben den von der Bundesagentur im Rahmen ihrer Aufgaben selbst erhobenen Sozialdaten (§ 394 SGB III) auch vom Statistischen Bundesamt und den statistischen Ämtern der Länder für statistische Zwecke erhobene Einzelangaben über persönliche und sachliche Verhältnisse (§ 282 Abs. 5 Satz 7 SGB III, § 16 Abs. 6 BStatG), die den Einzugsstellen von den Arbeitgebern erstatteten Meldungen (§ 282 Abs. 6 SGB III, § 28a SGB IV) sowie Sozialdaten anderer Sozialleistungsträger (§ 282 Abs. 7 Satz 3 SGB III, § 75, § 67 Abs. SGB X, § 35 SGB I). 
Das IAB darf ergänzend Erhebungen durchführen, wenn sich die Informationen nicht bereits aus den vorhandenen Daten oder aus anderen statistischen Quellen gewinnen lassen (§ 282 Abs. 5 Satz 2 SGB III). Im IAB-Betriebspanel erfolgt eine jährliche repräsentative Arbeitgeberbefragung zu betrieblichen Determinanten der Beschäftigung.
Das Kompetenzzentrum Empirische Methoden (KEM) schafft die datentechnischen und methodischen Grundlagen für die Arbeitsmarkt- und Berufsforschung. Das Forschungsdatenzentrum (FDZ) der BA im IAB soll den Datenschutz gewährleisten.
Das IAB "hat sich als öffentlich geförderte Einrichtung zum Ziel gesetzt, die freie Verbreitung qualitätsgesicherter Forschungsergebnisse der Arbeitsmarkt- und Berufsforschung im Sinne des Open Access zu unterstützen."

## Direktoren des IAB
- 1967–1987: Dieter Mertens
- 1988–1994: Friedrich Buttler
- 1994–1997: Hans-Peter Leikeb (kommissarisch)
- 1997–2002: Gerhard Kleinhenz
- 2003–2007: Jutta Allmendinger
- 2007–2018: Joachim Möller
- seit 2019: Bernd Fitzenberger

Die Leitung des Instituts wird unterstützt von einem wissenschaftlichen Beirat.